# Liste des mammifères aux îles Baléares
Pour des articles plus généraux, voir Liste des mammifères en Espagne et Faune aux îles Baléares.

Carte topographique des îles Baléares.

Localisation des îles Baléares en Espagne.

Cette liste commentée recense la mammalofaune aux îles Baléares. Elle répertorie les espèces de mammifères baléares actuels et celles qui ont été récemment classifiées comme éteintes (à partir de l'Holocène, depuis donc 11 700 ans av. J.‑C.). Cette liste comporte 61 espèces réparties en neuf ordres et 19 familles, dont une est « en danger critique d'extinction », une autre est « en danger », quatre sont « vulnérables », cinq sont « quasi menacées » et trois ont des « données insuffisantes » pour être classées (selon les critères de la liste rouge de l'UICN au niveau mondial).
Elle contient au moins 21 espèces introduites sur ce territoire, qui sont plus ou moins bien acclimatées. Il peut contenir aussi dans cette liste des animaux non reconnus par la liste rouge de l'UICN (cinq mammifères ici) et ils sont classés en « non évalué » : cela étant dû notamment au manque de données et à des espèces domestiques, disparues ou éteintes avant le XVIe siècle. Il existe aux îles Baléares quatre espèces de mammifères endémiques (toutes éteintes). Comme sous-espèces endémiques, il y a par exemple Lepus granatensis solisi et Genetta genetta isabelae.

## Statuts de la liste rouge de l'UICN
Les statuts de conservation utilisés par la liste rouge de l'UICN mondiale sont :
| (EX) | Éteint                  | Il n'y a pas le moindre doute sur le fait que le dernier spécimen recensé est mort.                                                                   |
| (EW) | Éteint à l'état sauvage | L'espèce est connue uniquement en captivité ou en tant que population naturalisée bien en dehors de son ancienne aire de répartition.                 |
| (CR) | En danger critique      | L'espèce risque prochainement de s'éteindre à l'état sauvage.                                                                                         |
| (EN) | En danger               | L'espèce fait face à un très gros risque d'extinction à l'état sauvage.                                                                               |
| (VU) | Vulnérable              | L'espèce fait face à un gros risque d'extinction à l'état sauvage.                                                                                    |
| (NT) | Quasi menacé            | L'espèce ne satisfait pas un ou plusieurs des critères prévus qui permettraient de la catégoriser, mais pourrait risquer de s'éteindre dans le futur. |
| (LC) | Préoccupation mineure   | Il n'y a pas de risque identifiable pour l'espèce. |
| (DD) | Données insuffisantes   | Il n'y a pas d'information adéquate qui permettraient de faire une évaluation des risques pour cette espèce.                                          |
| (NE) | Non évalué              | L'espèce n'a pas encore été confrontée aux critères précédents, n'est pas reconnue par l'UICN ou bien s'est éteinte avant le XVIe siècle.             |

## Ordre:Primates

### Famille:Hominidés
| Nom binominal, nom vulgaire et citation d'auteurs | Nom vulgaire espagnol (Es) et catalan (Ca) (langues officielles des îles Baléares) | Origine et statut aux îles Baléares | Aire de répartition                    | Statut UICN mondial | Image         |
| ------------------------------------------------- | ---------------------------------------------------------------------------------- | ----------------------------------- | -------------------------------------- | ------------------- | ------------- |
| Homo sapiens (Homme moderne) Linnaeus, 1758       | Es : Ser humano Ca : Humà                                                          | Allochtone,                         | Aire de répartition de l'Homme moderne | [ 3 ]               | Homme moderne |

## Ordre:Lagomorphes

### Famille:Léporidés
| Nom binominal, nom vulgaire et citation d'auteurs         | Nom vulgaire espagnol (Es) et catalan (Ca) (langues officielles des îles Baléares) | Origine et statut aux îles Baléares | Aire de répartition                     | Statut UICN mondial | Image            |
| --------------------------------------------------------- | ---------------------------------------------------------------------------------- | ----------------------------------- | --------------------------------------- | ------------------- | ---------------- |
| Lepus granatensis (Lièvre ibérique) Rosenhauer, 1856      | Es : Liebre ibérica Ca : Llebre ibèrica                                            | Allochtone (Introduit),             | Aire de répartition du Lièvre ibérique  | [ 4 ]               | Lièvre ibérique  |
| Oryctolagus cuniculus (Lapin de garenne) (Linnaeus, 1758) | Es : Conejo común Ca : Conill de bosc                                              | Allochtone (Introduit)              | Aire de répartition du Lapin de garenne | [ 6 ]               | Lapin de garenne |

## Ordre:Rodentiens

### Famille:Muridés
| Nom binominal, nom vulgaire et citation d'auteurs      | Nom vulgaire espagnol (Es) et catalan (Ca) (langues officielles des îles Baléares) | Origine et statut aux îles Baléares | Aire de répartition                                | Statut UICN mondial | Image                    |
| ------------------------------------------------------ | ---------------------------------------------------------------------------------- | ----------------------------------- | -------------------------------------------------- | ------------------- | ------------------------ |
| Apodemus sylvaticus (Mulot sylvestre) (Linnaeus, 1758) | Es : Ratón de campo Ca : Ratolí de bosc                                            | Allochtone (Introduit)              | Aire de répartition du Mulot sylvestre             | [ 8 ]               | Mulot sylvestre          |
| Mus musculus (Souris grise) Linnaeus, 1758             | Es : Ratón común Ca : Ratolí comú                                                  | Allochtone (Introduit)              | Aire de répartition de la Souris grise             | [ 9 ]               | Souris grise             |
| Mus spretus (Souris d'Afrique du Nord) Lataste, 1883   | Es : Ratón moruno Ca : — aucun —                                                   | Allochtone (Introduit)              | Aire de répartition de la Souris d'Afrique du Nord | [ 10 ]              | Souris d'Afrique du Nord |
| Rattus norvegicus (Rat surmulot) (Berkenhout, 1769)    | Es : Rata parda Ca : Rata comuna                                                   | Allochtone (Introduit)              | Aire de répartition du Rat surmulot                | [ 11 ]              | Rat surmulot             |
| Rattus rattus (Rat noir) (Linnaeus, 1758)              | Es : Rata negra Ca : Rata negra                                                    | Allochtone (Introduit)              | Aire de répartition du Rat noir                    | [ 12 ]              | Rat noir                 |

### Famille:Gliridés
| Nom binominal, nom vulgaire et citation d'auteurs | Nom vulgaire espagnol (Es) et catalan (Ca) (langues officielles des îles Baléares) | Origine et statut aux îles Baléares | Aire de répartition                 | Statut UICN mondial | Image                  |
| ------------------------------------------------- | ---------------------------------------------------------------------------------- | ----------------------------------- | ----------------------------------- | ------------------- | ---------------------- |
| Eliomys quercinus (Lérot commun) (Linnaeus, 1766) | Es : Lirón careto Ca : Rata cellarda                                               | Allochtone (Introduit)              | Aire de répartition du Lérot commun | [ 13 ]              | Lérot commun           |
| Hypnomys mahonensis Bate, 1919                    | Es : Lirón gigante de Menorca Ca : — aucun —                                       | Autochtone (Endémique mais éteint), | Illustration manquante              | (NE)                | Illustration manquante |
| Hypnomys morphaeus Bate, 1919                     | Es : Lirón gigante de Mallorca Ca : — aucun —                                      | Autochtone (Endémique mais éteint)  | Illustration manquante              | (NE)                | Hypnomys morphaeus     |

## Ordre:Érinacéomorphes

### Famille:Érinacéidés
| Nom binominal, nom vulgaire et citation d'auteurs         | Nom vulgaire espagnol (Es) et catalan (Ca) (langues officielles des îles Baléares) | Origine et statut aux îles Baléares | Aire de répartition                       | Statut UICN mondial | Image              |
| --------------------------------------------------------- | ---------------------------------------------------------------------------------- | ----------------------------------- | ----------------------------------------- | ------------------- | ------------------ |
| Atelerix algirus (Hérisson d'Algérie) (Lereboullet, 1842) | Es : Erizo moruno Ca : Eriçó clar                                                  | Allochtone (Introduit)              | Aire de répartition du Hérisson d'Algérie | [ 16 ]              | Hérisson d'Algérie |

## Ordre:Soricomorphes

### Famille:Soricidés
| Nom binominal, nom vulgaire et citation d'auteurs               | Nom vulgaire espagnol (Es) et catalan (Ca) (langues officielles des îles Baléares) | Origine et statut aux îles Baléares | Aire de répartition                                   | Statut UICN mondial | Image                       |
| --------------------------------------------------------------- | ---------------------------------------------------------------------------------- | ----------------------------------- | ----------------------------------------------------- | ------------------- | --------------------------- |
| Crocidura pachyura (Crocidure d'Afrique du Nord) (Küster, 1835) | Es : — aucun — Ca : — aucun —                                                      | Allochtone (Introduit)              | Aire de répartition de la Crocidure d'Afrique du Nord | [ 18 ]              | Crocidure d'Afrique du Nord |
| Crocidura russula (Crocidure musette) (Hermann, 1780)           | Es : Musaraña gris Ca : Musaranya comuna                                           | Allochtone (Introduit)              | Aire de répartition de la Crocidure musette           | [ 19 ]              | Crocidure musette           |
| Crocidura suaveolens (Crocidure des jardins) (Pallas, 1811)     | Es : Musaraña de campo Ca : Musaranya de jardí                                     | Allochtone (Introduit)              | Aire de répartition de la Crocidure des jardins       | [ 20 ]              | Crocidure des jardins       |
| Suncus etruscus (Pachyure étrusque) (Savi, 1822)                | Es : Musarañita Ca : Musaranya etrusca                                             | Allochtone (Introduit)              | Aire de répartition du Pachyure étrusque              | [ 21 ]              | Pachyure étrusque           |
| Nesiotites hidalgo Bate, 1945                                   | Es : Musaraña balear Ca : — aucun —                                                | Autochtone (Endémique mais éteint)  | Illustration manquante                                | (NE)                | Illustration manquante      |

## Ordre:Chiroptères

### Famille:Molossidés
| Nom binominal, nom vulgaire et citation d'auteurs         | Nom vulgaire espagnol (Es) et catalan (Ca) (langues officielles des îles Baléares) | Origine et statut aux îles Baléares | Aire de répartition                       | Statut UICN mondial | Image              |
| --------------------------------------------------------- | ---------------------------------------------------------------------------------- | ----------------------------------- | ----------------------------------------- | ------------------- | ------------------ |
| Tadarida teniotis (Molosse de Cestoni) (Rafinesque, 1814) | Es : Murciélago rabudo Ca : Ratpenat cuallarg europeu                              | Autochtone,                         | Aire de répartition du Molosse de Cestoni | [ 23 ]              | Molosse de Cestoni |

### Famille:Rhinolophidés
| Nom binominal, nom vulgaire et citation d'auteurs             | Nom vulgaire espagnol (Es) et catalan (Ca) (langues officielles des îles Baléares) | Origine et statut aux îles Baléares | Aire de répartition                         | Statut UICN mondial | Image                |
| ------------------------------------------------------------- | ---------------------------------------------------------------------------------- | ----------------------------------- | ------------------------------------------- | ------------------- | -------------------- |
| Rhinolophus ferrumequinum (Grand Rhinolophe) (Schreber, 1774) | Es : Murciélago grande de herradura Ca : Ratpenat de ferradura gros                | Autochtone                          | Aire de répartition du Grand Rhinolophe     | [ 24 ]              | Grand Rhinolophe     |
| Rhinolophus hipposideros (Petit Rhinolophe) (Bechstein, 1800) | Es : Murciélago pequeño de herradura Ca : Ratpenat de ferradura petit              | Autochtone                          | Aire de répartition du Petit Rhinolophe     | [ 25 ]              | Petit Rhinolophe     |
| Rhinolophus mehelyi (Rhinolophe de Méhely) Matschie, 1901     | Es : Murciélago mediano de herradura Ca : Ratpenat de ferradura mitjà              | Autochtone                          | Aire de répartition du Rhinolophe de Méhely | [ 27 ]              | Rhinolophe de Méhely |

### Famille:Vespertilionidés
| Nom binominal, nom vulgaire et citation d'auteurs                             | Nom vulgaire espagnol (Es) et catalan (Ca) (langues officielles des îles Baléares) | Origine et statut aux îles Baléares | Aire de répartition                                | Statut UICN mondial | Image                       |
| ----------------------------------------------------------------------------- | ---------------------------------------------------------------------------------- | ----------------------------------- | -------------------------------------------------- | ------------------- | --------------------------- |
| Miniopterus schreibersii (Minioptère de Schreibers) (Kuhl, 1817)              | Es : Murciélago de cueva Ca : Ratpenat de Schreibers                               | Autochtone                          | Aire de répartition du Minioptère de Schreibers    | [ 28 ]              | Minioptère de Schreibers    |
| Myotis capaccinii (Murin de Capaccini) (Bonaparte, 1837)                      | Es : Murciélago ratonero patudo Ca : Ratpenat de peus grossos                      | Autochtone                          | Aire de répartition du Murin de Capaccini          | [ 29 ]              | Murin de Capaccini          |
| Myotis daubentonii (Murin de Daubenton) (Kuhl, 1817)                          | Es : Murciélago ribereño Ca : Ratpenat d'aigua                                     | Autochtone                          | Aire de répartition du Murin de Daubenton          | [ 31 ]              | Murin de Daubenton          |
| Myotis emarginatus (Murin à oreilles échancrées) (É. Geoffroy, 1806)          | Es : Murciélago ratonero pardo Ca : Ratpenat d'orelles dentades                    | Autochtone                          | Aire de répartition du Murin à oreilles échancrées | [ 32 ]              | Murin à oreilles échancrées |
| Myotis escalerai (Murin d'Escalera) Cabrera, 1904                             | Es : Murciélago ratonero gris Ca : Ratpenat de doble serrell                       | Autochtone                          | Aire de répartition du Murin d'Escalera            | (NE)                | Illustration manquante      |
| Myotis myotis (Grand Murin) (Borkhausen, 1797)                                | Es : Murciélago ratonero grande Ca : Ratpenat de musell llarg                      | Autochtone                          | Aire de répartition du Grand Murin                 | [ 33 ]              | Grand Murin                 |
| Myotis nattereri (Murin de Natterer) (Kuhl, 1817)                             | Es : Murciélago ratonero gris Ca : Ratpenat de Natterer                            | Peut-être autochtone,               | Aire de répartition du Murin de Natterer           | [ 34 ]              | Murin de Natterer           |
| Eptesicus serotinus (Sérotine commune) (Schreber, 1774)                       | Es : Murciélago hortelano Ca : Ratpenat bru dels graners                           | Autochtone                          | Aire de répartition de la Sérotine commune         | [ 35 ]              | Sérotine commune            |
| Nyctalus lasiopterus (Grande Noctule) (Schreber, 1780)                        | Es : Nóctulo mayor Ca : Nòctul gegant                                              | Autochtone                          | Aire de répartition de la Grande Noctule           | [ 36 ]              | Grande Noctule              |
| Nyctalus leisleri (Noctule de Leisler) (Kuhl, 1817)                           | Es : Nóctulo pequeño Ca : Nòctul petit                                             | Autochtone                          | Aire de répartition de la Noctule de Leisler       | [ 37 ]              | Noctule de Leisler          |
| Pipistrellus kuhlii (Pipistrelle de Kuhl) (Kuhl, 1817)                        | Es : Murciélago de borde claro Ca : Ratpenat de vores clares                       | Autochtone                          | Aire de répartition de la Pipistrelle de Kuhl      | [ 38 ]              | Pipistrelle de Kuhl         |
| Pipistrellus nathusii (Pipistrelle de Nathusius) (Keyserling & Blasius, 1839) | Es : Murciélago de Nathusius Ca : Ratpenat fals                                    | Autochtone                          | Aire de répartition de la Pipistrelle de Nathusius | [ 39 ]              | Pipistrelle de Nathusius    |
| Pipistrellus pipistrellus (Pipistrelle commune) (Schreber, 1774)              | Es : Murciélago común Ca : Pipistrel·la                                            | Autochtone                          | Aire de répartition de la Pipistrelle commune      | [ 40 ]              | Pipistrelle commune         |
| Pipistrellus pygmaeus (Pipistrelle pygmée) (Leach, 1825)                      | Es : Murciélago de Cabrera Ca : Ratpenat soprano                                   | Autochtone                          | Aire de répartition de la Pipistrelle pygmée       | [ 41 ]              | Pipistrelle pygmée          |
| Barbastella barbastellus (Barbastelle d'Europe) (Schreber, 1774)              | Es : Murciélago de bosque Ca : Ratpenat de bosc                                    | Autochtone                          | Aire de répartition de la Barbastelle d'Europe     | [ 42 ]              | Barbastelle d'Europe        |
| Plecotus austriacus (Oreillard gris) (J. Fischer, 1829)                       | Es : Murciélago orejudo gris Ca : Ratpenat orellut meridional                      | Autochtone                          | Aire de répartition de l'Oreillard gris            | [ 43 ]              | Oreillard gris              |
| Hypsugo savii (Vespère de Savi) (Bonaparte, 1837)                             | Es : Murciélago montañero Ca : Ratpenat muntanyenc                                 | Autochtone                          | Aire de répartition de la Vespère de Savi          | [ 44 ]              | Vespère de Savi             |

## Ordre:Cétacés

### Famille:Balænoptéridés
| Nom binominal, nom vulgaire et citation d'auteurs            | Nom vulgaire espagnol (Es) et catalan (Ca) (langues officielles des îles Baléares) | Origine et statut aux îles Baléares | Aire de répartition                        | Statut UICN mondial | Image            |
| ------------------------------------------------------------ | ---------------------------------------------------------------------------------- | ----------------------------------- | ------------------------------------------ | ------------------- | ---------------- |
| Balaenoptera acutorostrata (Baleine de Minke) Lacépède, 1804 | Es : Rorcual aliblanco Ca : Rorqual d'aleta blanca                                 | Erratique,                          | Aire de répartition de la Baleine de Minke | [ 46 ]              | Baleine de Minke |
| Balaenoptera physalus (Rorqual commun) (Linnaeus, 1758)      | Es : Rorcual común Ca : Rorqual comú                                               | Autochtone                          | Aire de répartition du Rorqual commun      | [ 48 ]              | Rorqual commun   |
| Megaptera novaeangliae (Baleine à bosse) (Borowski, 1781)    | Es : Yubarta Ca : Iubarta                                                          | Autochtone                          | Aire de répartition de la Baleine à bosse  | [ 49 ]              | Baleine à bosse  |

### Famille:Delphinidés
| Nom binominal, nom vulgaire et citation d'auteurs             | Nom vulgaire espagnol (Es) et catalan (Ca) (langues officielles des îles Baléares) | Origine et statut aux îles Baléares | Aire de répartition                               | Statut UICN mondial | Image                      |
| ------------------------------------------------------------- | ---------------------------------------------------------------------------------- | ----------------------------------- | ------------------------------------------------- | ------------------- | -------------------------- |
| Delphinus delphis (Dauphin commun à bec court) Linnaeus, 1758 | Es : Delfín común oceánico Ca : Dofí comú de musell curt                           | Autochtone (Peut-être disparu),     | Aire de répartition du Dauphin commun à bec court | [ 50 ]              | Dauphin commun à bec court |
| Stenella coeruleoalba (Dauphin bleu et blanc) (Meyen, 1833)   | Es : Delfín listado Ca : Dofí ratllat                                              | Autochtone                          | Aire de répartition du Dauphin bleu et blanc      | [ 51 ]              | Dauphin bleu et blanc      |
| Tursiops truncatus (Grand Dauphin commun) (Montagu, 1821)     | Es : Delfín mular Ca : Dofí mular                                                  | Autochtone                          | Aire de répartition du Grand Dauphin commun       | [ 52 ]              | Grand Dauphin commun       |
| Globicephala melas (Globicéphale noir) (Traill, 1809)         | Es : Calderón común Ca : Cap d'olla negre d'aleta llarga                           | Autochtone                          | Aire de répartition du Globicéphale noir          | [ 53 ]              | Globicéphale noir          |
| Grampus griseus (Dauphin de Risso) (G. Cuvier, 1812)          | Es : Calderón gris Ca : Cap d'olla gris                                            | Autochtone                          | Aire de répartition du Dauphin de Risso           | [ 54 ]              | Dauphin de Risso           |
| Orcinus orca (Orque) (Linnaeus, 1758)                         | Es : Orca Ca : Orca                                                                | Autochtone                          | Aire de répartition de l'Orque                    | [ 55 ]              | Orque                      |
| Pseudorca crassidens (Fausse Orque) (Owen, 1846)              | Es : Falsa orca Ca : Orca falsa                                                    | Autochtone                          | Aire de répartition de la Fausse Orque            | [ 56 ]              | Fausse Orque               |
| Steno bredanensis (Sténo) (G. Cuvier in Lesson, 1828)         | Es : Delfín de hocico estrecho Ca : Dofí rostrat                                   | Autochtone                          | Aire de répartition du Sténo                      | [ 57 ]              | Sténo                      |

### Famille:Physétéridés
| Nom binominal, nom vulgaire et citation d'auteurs      | Nom vulgaire espagnol (Es) et catalan (Ca) (langues officielles des îles Baléares) | Origine et statut aux îles Baléares | Aire de répartition                   | Statut UICN mondial | Image          |
| ------------------------------------------------------ | ---------------------------------------------------------------------------------- | ----------------------------------- | ------------------------------------- | ------------------- | -------------- |
| Physeter macrocephalus (Grand Cachalot) Linnaeus, 1758 | Es : Cachalote Ca : Catxalot                                                       | Autochtone                          | Aire de répartition du Grand Cachalot | [ 58 ]              | Grand Cachalot |

### Famille:Ziphiidés
| Nom binominal, nom vulgaire et citation d'auteurs             | Nom vulgaire espagnol (Es) et catalan (Ca) (langues officielles des îles Baléares) | Origine et statut aux îles Baléares | Aire de répartition                               | Statut UICN mondial | Image                   |
| ------------------------------------------------------------- | ---------------------------------------------------------------------------------- | ----------------------------------- | ------------------------------------------------- | ------------------- | ----------------------- |
| Ziphius cavirostris (Baleine à bec de Cuvier) G. Cuvier, 1823 | Es : Zifio de Cuvier Ca : Zífid comú                                               | Autochtone                          | Aire de répartition de la Baleine à bec de Cuvier | [ 60 ]              | Baleine à bec de Cuvier |

## Ordre:Artiodactyles

### Famille:Bovidés
| Nom binominal, nom vulgaire et citation d'auteurs | Nom vulgaire espagnol (Es) et catalan (Ca) (langues officielles des îles Baléares) | Origine et statut aux îles Baléares | Aire de répartition                     | Statut UICN mondial | Image                |
| ------------------------------------------------- | ---------------------------------------------------------------------------------- | ----------------------------------- | --------------------------------------- | ------------------- | -------------------- |
| Capra hircus (Chèvre égagre) Linnaeus, 1758       | Es : Cabra Ca : Cabra                                                              | Allochtone (Introduit)              | Aire de répartition de la Chèvre égagre | [ 62 ]              | Chèvre égagre        |
| Myotragus balearicus Bate, 1909                   | Es : — aucun — Ca : — aucun —                                                      | Autochtone (Endémique mais éteint)  | Illustration manquante                  | (NE)                | Myotragus balearicus |

## Ordre:Carnivores

### Famille:Mustélidés
| Nom binominal, nom vulgaire et citation d'auteurs | Nom vulgaire espagnol (Es) et catalan (Ca) (langues officielles des îles Baléares) | Origine et statut aux îles Baléares | Aire de répartition                        | Statut UICN mondial | Image            |
| ------------------------------------------------- | ---------------------------------------------------------------------------------- | ----------------------------------- | ------------------------------------------ | ------------------- | ---------------- |
| Martes foina (Fouine) (Erxleben, 1777)            | Es : Garduña Ca : Fagina                                                           | Allochtone (Introduit)              | Aire de répartition de la Fouine           | [ 64 ]              | Fouine           |
| Martes martes (Martre des pins) (Linnaeus, 1758)  | Es : Marta Ca : Marta                                                              | Allochtone (Introduit)              | Aire de répartition de la Martre des pins  | [ 65 ]              | Martre des pins  |
| Mustela nivalis (Belette d'Europe) Linnaeus, 1766 | Es : Comadreja Ca : Mostela                                                        | Allochtone (Introduit)              | Aire de répartition de la Belette d'Europe | [ 67 ]              | Belette d'Europe |

### Famille:Procyonidés
| Nom binominal, nom vulgaire et citation d'auteurs    | Nom vulgaire espagnol (Es) et catalan (Ca) (langues officielles des îles Baléares) | Origine et statut aux îles Baléares | Aire de répartition                        | Statut UICN mondial | Image               |
| ---------------------------------------------------- | ---------------------------------------------------------------------------------- | ----------------------------------- | ------------------------------------------ | ------------------- | ------------------- |
| Nasua nasua (Coati roux) (Linnaeus, 1766)            | Es : Coatí de cola anillada Ca : Coatí sud-americà                                 | Allochtone (Introduit)              | Aire de répartition du Coati roux          | [ 68 ]              | Coati roux          |
| Procyon lotor (Raton laveur commun) (Linnaeus, 1758) | Es : Mapache Ca : Ós rentador                                                      | Allochtone (Introduit)              | Aire de répartition du Raton laveur commun | [ 69 ]              | Raton laveur commun |

### Famille:Phocidés
| Nom binominal, nom vulgaire et citation d'auteurs                | Nom vulgaire espagnol (Es) et catalan (Ca) (langues officielles des îles Baléares) | Origine et statut aux îles Baléares   | Aire de répartition                                 | Statut UICN mondial | Image                        |
| ---------------------------------------------------------------- | ---------------------------------------------------------------------------------- | ------------------------------------- | --------------------------------------------------- | ------------------- | ---------------------------- |
| Monachus monachus (Phoque moine de Méditerranée) (Hermann, 1779) | Es : Foca monje del Mediterráneo Ca : Foca monjo del Mediterrani                   | Autochtone (Disparu, puis erratique), | Aire de répartition du Phoque moine de Méditerranée | [ 71 ]              | Phoque moine de Méditerranée |

### Famille:Félidés
| Nom binominal, nom vulgaire et citation d'auteurs | Nom vulgaire espagnol (Es) et catalan (Ca) (langues officielles des îles Baléares) | Origine et statut aux îles Baléares | Aire de répartition                 | Statut UICN mondial | Image        |
| ------------------------------------------------- | ---------------------------------------------------------------------------------- | ----------------------------------- | ----------------------------------- | ------------------- | ------------ |
| Felis silvestris (Chat sauvage) Schreber, 1777    | Es : Gato montés Ca : Gat salvatge                                                 | Allochtone (Introduit)              | Aire de répartition du Chat sauvage | [ 73 ]              | Chat sauvage |

### Famille:Viverridés
| Nom binominal, nom vulgaire et citation d'auteurs  | Nom vulgaire espagnol (Es) et catalan (Ca) (langues officielles des îles Baléares) | Origine et statut aux îles Baléares | Aire de répartition                       | Statut UICN mondial | Image           |
| -------------------------------------------------- | ---------------------------------------------------------------------------------- | ----------------------------------- | ----------------------------------------- | ------------------- | --------------- |
| Genetta genetta (Genette commune) (Linnaeus, 1758) | Es : Jineta Ca : Geneta comuna                                                     | Allochtone (Introduit)              | Aire de répartition de la Genette commune | [ 74 ]              | Genette commune |